# 의무소방대

의무소방원 기능구분표지장

의무소방대(義務消防隊, 영어: Conscripted Firefighters Agency;CFA)는 대한민국의 전환, 대체복무제도의 하나로, 그동안 제기되어 왔던 소방행정 수요에 비해 절대 부족한 현장활동인력을 확충하여 소방업무의 효율성을 높이고 국민의 생명과 재산을 보호하기 위하여 도입된 제도였다. 의무소방원은 2006년 9월 22일 개정된 의무소방대설치법과 2006년 6월 30일 개정된 '의무소방대설치법 시행령'에 의해 선발 및 운영되었고 2023년 6월 13일 73기 전역을 끝으로 폐지되었다.

## 설립

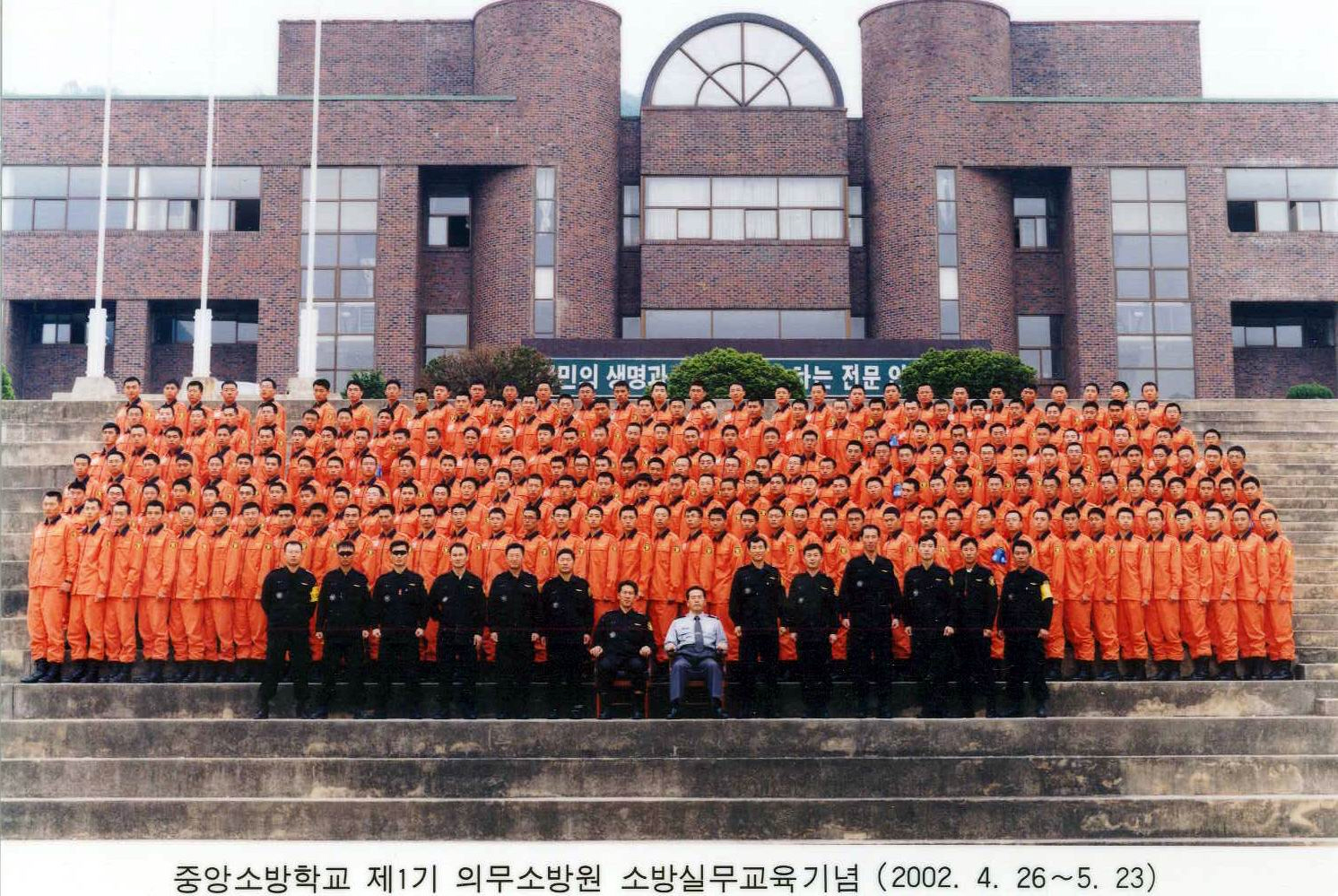
제1기 의무소방원 소방실무교육 기념사진

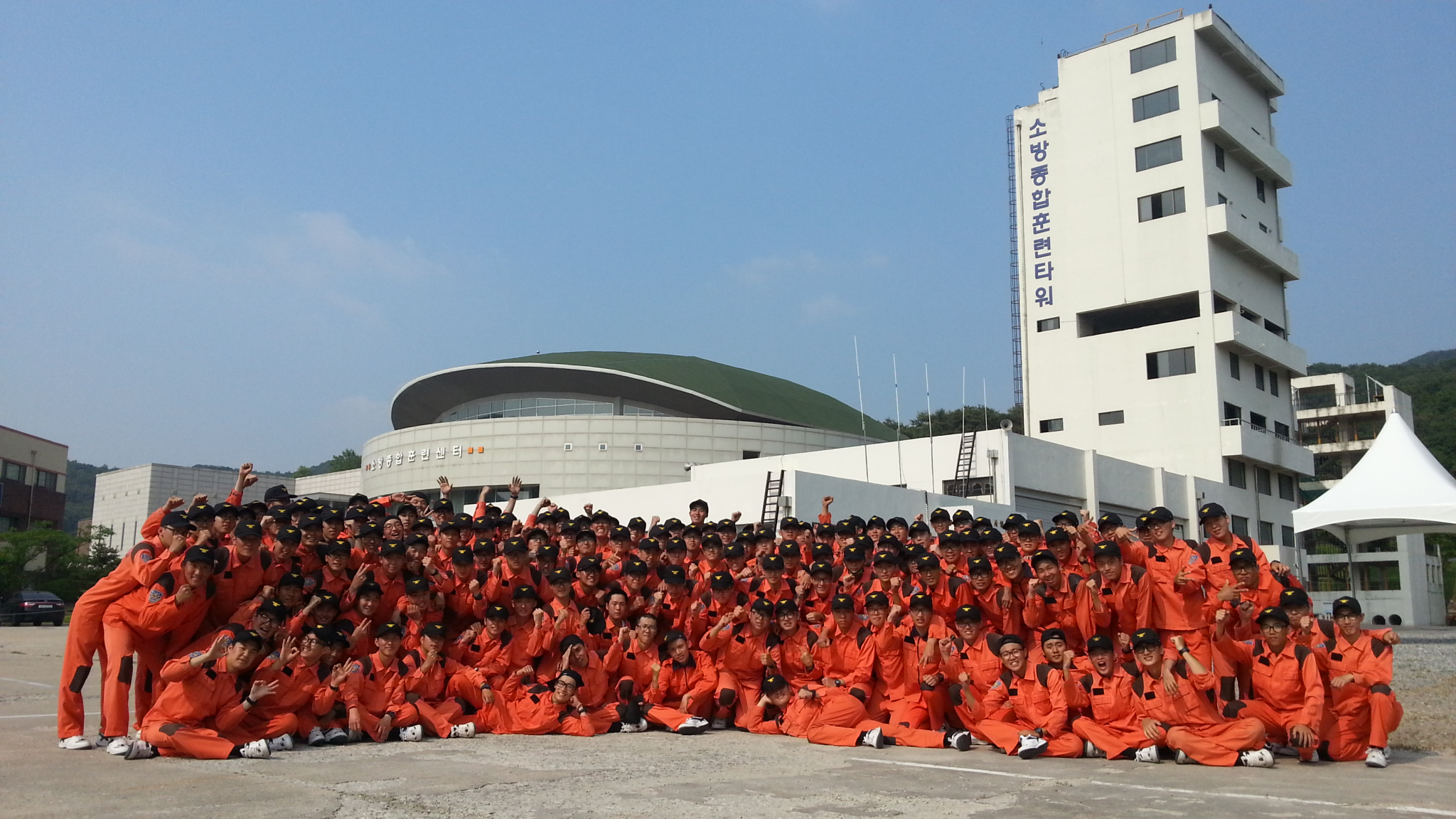
제39기 의무소방원 소방실무교육 기념사진

2001년 8월 14일 제정, 공포된 '의무소방대설치법'을 근거로 하는 의무소방대 및 의무소방원은 2001년 3월 4일 서울특별시 홍제동 화재 사고 및 3월 7일 부산광역시 연산동 빌딩화재로 7명의 소방공무원이 순직하고 5명이 부상하는 사고를 계기로 설치되었다. 사고 이후 정부차원에서 부족한 소방인력을 보충하여 화재 등 재난현장 활동의 대응력을 높이는 한편, 복리후생증진과 근무 여건 개선으로 소방공무원의 사기를 진작시키는 등 다각적인 대처방안을 검토하게 되었다. 이에 따라 소방충혼탑 건립, 격무부서 3교대 근무, 소방차량 및 개인안전장비 보강 등 다양한 시책이 추진되었다. 그 중 소방인력 부족을 대체하는 한 방안으로 소방공무원 5,000명 증원 및 국방의 의무를 전환하는 의무경찰과 같은 의무소방대를 2001년 7월까지 도입하는 시책을 2001년 3월 12일 당시 행정자치부장관, 기획예산처장관, 새천년민주당 정책위의장이 참석한 가운데 당정 협의를 거쳐 당시 소방국 방호과에서 주관하여 추진하게 되었다. 먼저 의무소방대 법령기획단(2001.3.14, 총괄 천광철 소방감, 단장 조택희 소방정, 단원 2명)을 전격적으로 구성하고 의무소방대설치법(가칭) 제정 작업을 착수했다. 2001. 6. 14일 제222회 임시국회 회의 시 소방 발전 특별 소위원회안으로 법안을 상정하여 2001년 8월 14일 법률 제6550호로 의무소방대를 설치하였으며, 이때 당초의 4,000명 규모에서 25% 줄여 2002년과 2003년에 각 1,292명, 2004년에 416명 추가 확보 후 정원을 3,000명 유지하는 것으로 추진되었다. 법령 제정 관련 추진된 2001년에 추진된 일정을 살펴보면 다음과 같다.
- 2001. 3. 20: 의무소방대 설치법 제정초안 작성 장관 결재(13개 조문 및 부칙)
- 2001. 3. 24 ～ 4. 13: 부처협의(국무조정실 등 25개 부처, 법무부 징계 중 영장제도 추가 의견 제시)
- 2001. 4. 11: 국회 행정자치위원회 협의(의원입법으로 처리요: 원유철 의원, 박봉국 수석전문위원)
- 2001. 4. 20 ～ 5. 20: 행정자치위원회에 소방안전위원회를 두고 의원입법 결정
- 2001. 6. 2: 행정자치위원회 입법 상정 수정 의결
- 2001. 7. 13: 국방위원회에 병역법 개정안 상정 의결(정원 4,000명 → 3,000명, 복무기간 26개월 → 28개월로 조정)
- 2001. 7. 18: 법사위․본회의 상정 의결, 8월 14일 의무소방대설치법 공포․시행(법률 제6505호)
- 시행령 및 훈령, 직제, 예산 등
  - 2001. 9. 15: 시행령 공포․시행(대통령령 제17362호)
  - 2001. 10. 9: 관리규칙 공포․시행(행정자치부훈령 제77호)
  - 2001. 11. 24: 2002년도 군사훈련 일정 정(연 6회, 215명씩)
  - 2001. 12. 31: 의무소방대직제 신설(직제 및 직제시행규칙 개정․2002.1.1시행)
  - 2001. 12. 27: 예산 9,747백만 원 국회본회의 의결(선발, 군사훈련, 소방교육, 배치우 운영)

## 임무

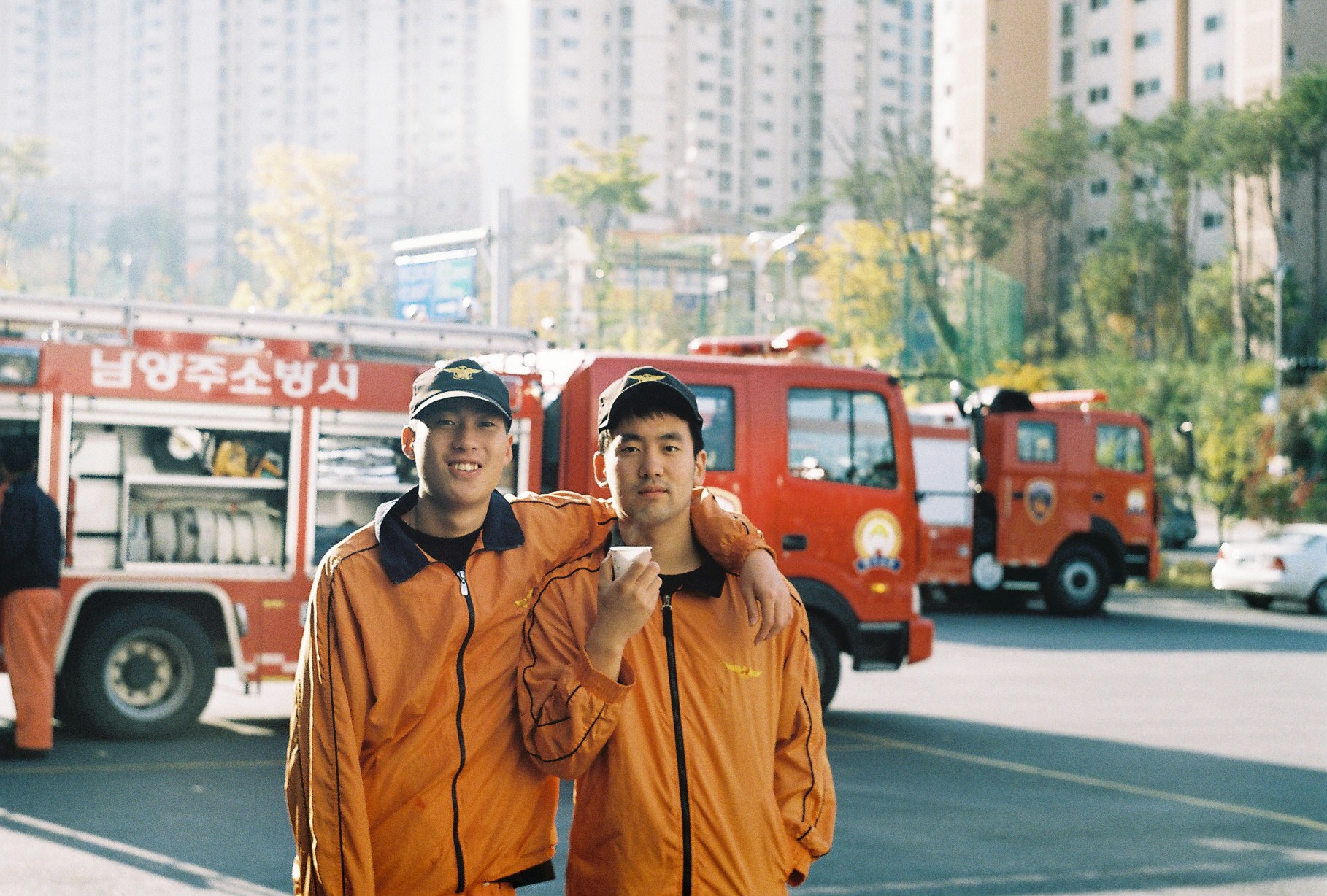
남양주소방서 의무소방원(2007년)

의무소방원의 임무는 의무소방대 설치법 시행령 제20조에 의거 다음과 같다.
- 화재 등에 있어서 현장활동
- 소방행정의 지원
- 소방관서의 경비

## 임용·선발·교육·배치 및 복무

### 임용
의무소방원은 병역 미필의 민간인의 지원에 한하여 선발된다. 즉 병역법 제25조 1항의 규정에 의거 전환복무된 자 중에서 소방청장이 임용했다.
소방청장은 임용권의 전부 또는 일부를 특별시·광역시·도, 중앙소방학교, 중앙119구조본부, 지방소방학교 또는 소방서의 장에게 위임할 수 있으며, 보통 각 시도 소방본부의 장이 선발하고, 선발된 인원을 소방청장이 국방부장관에게 추천하여 임용하게 된다.

### 선발
의무소방원의 선발은 '의무소방원 임용예정자 공개경쟁 선발시험'(이하 '선발시험')을 실시하여 그 대상자를 선발하게 된다. 의무소방 선발시험은 신체검사와 면접시험으로 하되 소방방재청장이 필요하다고 인정하는 때에는 그 외에 선택형필기시험을 추가할 수 있다. 따라서 보통 1차 신체검사, 2차 필기시험, 3차 면접시험 등으로 이루어지게 되며 그 세부사항은 다음과 같다.
- 신체검사 기준
  - 체격: 체격이 강건하고 팔·다리가 완전하며, 가슴·배·입·구강 및 내장의 질환이 없는 자.
  - 신장: 146cm 이상인 자
  - 시력: 나안 각각 0.1 이상, 교정시력 각각 0.8 이상
  - 색신: 색맹이 아닌자
  - 청력: 청력이 완전한 자
  - 혈압: 고혈압(수축기 145mmHg 초과, 확장기 90mmHg 초과) 및 저혈압(수축기 90mmHg 미만, 확장기 60mmHg 미만)이 아닌 자
- 운동신경: 운동신경이 발달하고 신경 및 신체에 각종 질환의 후유증으로 인한 기능장애가 없는 자로서 제자리 멀리뛰기 205cm 이상, 윗몸일으키기 26회 이상(1분 이내), 50m달리기 8.5초 이내, 1,200m달리기 6분 19초 이내 등을 기준으로 판정한다.

필기시험은 국어, 국사, 일반상식(소방상식 포함)으로 이루어진다. 적성시험(인성검사)은 25차 시험부터 생겼는데 주로 면접전에 천안 중앙소방학교에서 실시 된다. 33차 시험부터는 온라인 응시로 바뀌었다. 면접시험은 일반상식(소방상식 포함), 사회, 정치, 문화, 시사 등의 시험문제가 출제 된다.

### 교육 및 배치

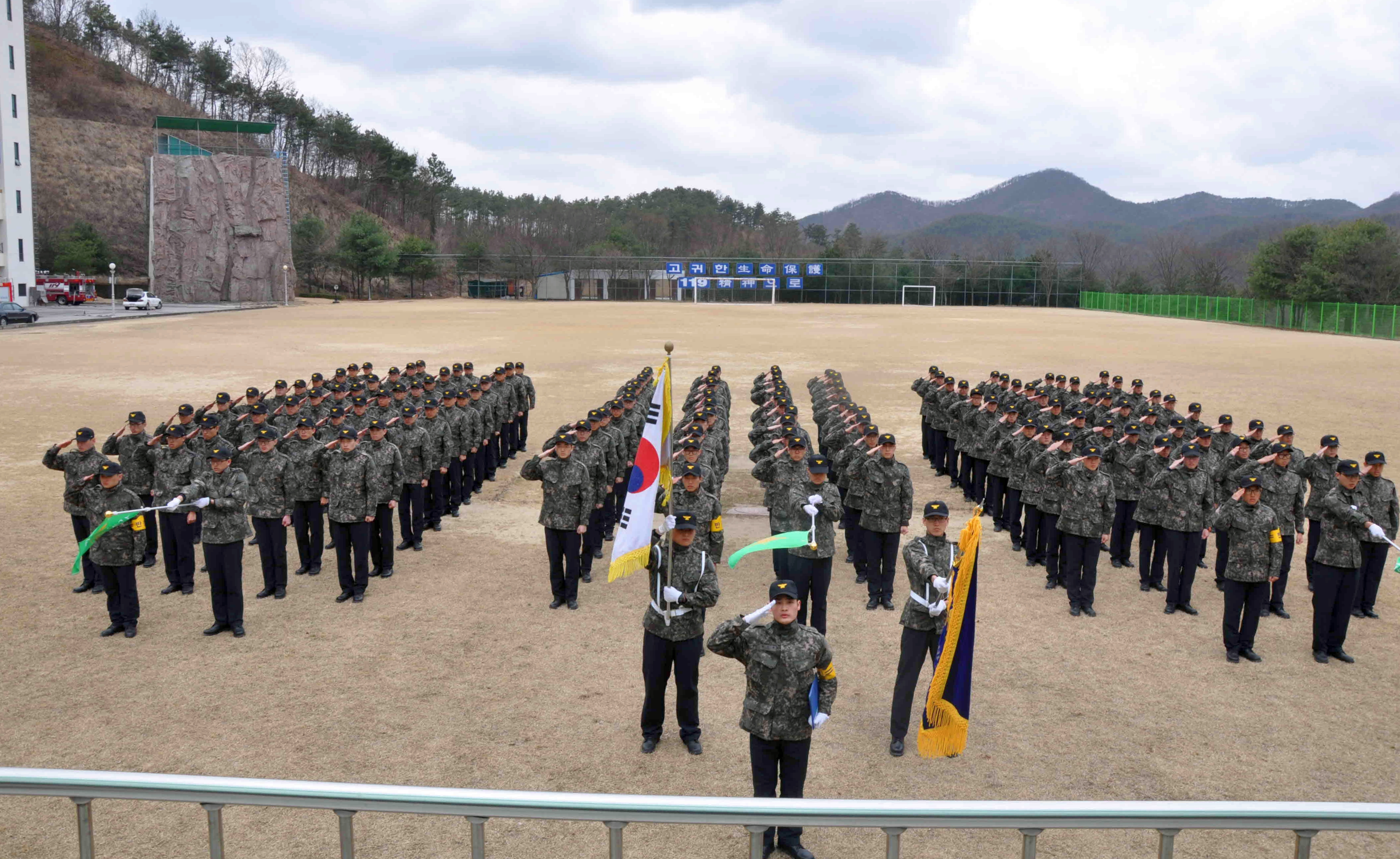
제36기 의무소방원 입교식. 경기도 소방학교.

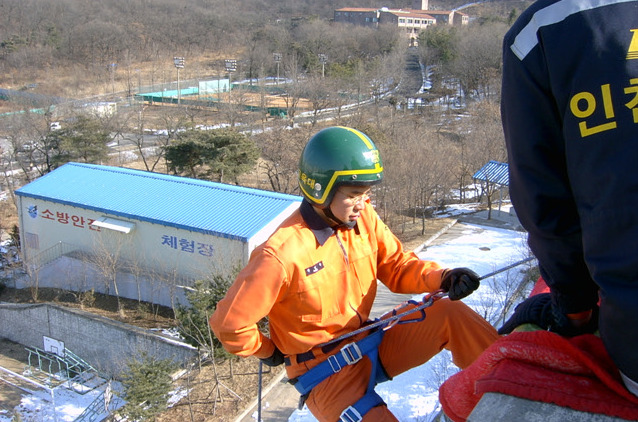
한 의무소방원이 레펠도하 훈련을 받고 있다. 레펠사용법은 구조현장에서 임무를 수행하는데 있어 기초적 기술이다.

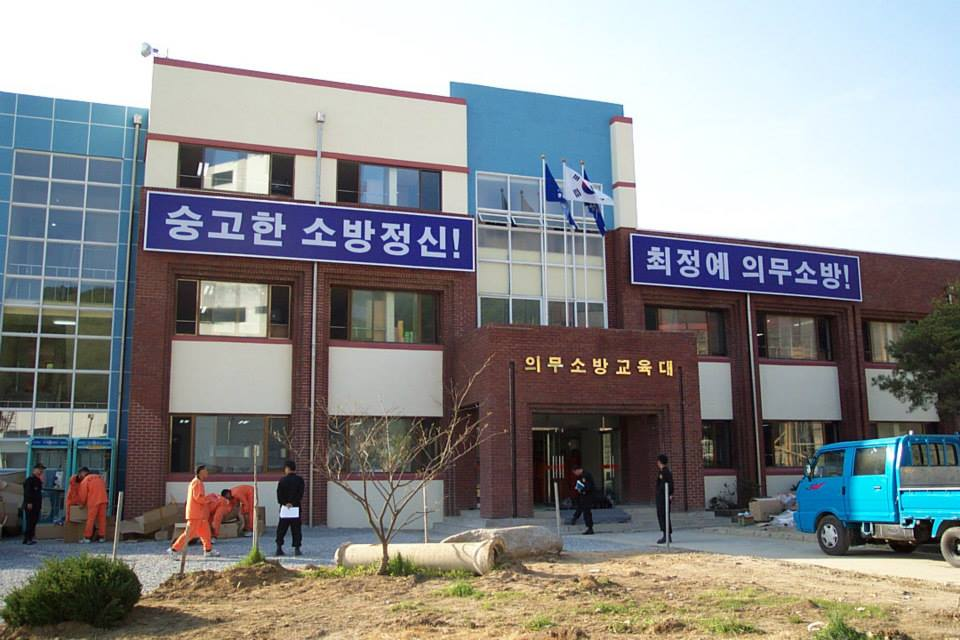
중앙소방학교 의무소방대 교육대. 의무소방원은 논산에서 기초군사훈련을 받은 후 이곳에서 한달간 소방실무교육을 받게된다.

선발시험에 통과, 임용된 의무소방원은 육군훈련소에서 3주 기초군사교육을 수료한 후 4주 간 공주시 소재 중앙소방학교 의무소방교육대에서 소방훈련(화재진압, 구조, 구급)을 받고 선발된 각 시도 소방본부로 인계된다. 그 후 지침에 따라 일선 소방서나 시도 본부에 배치되어 근무하게 된다.
한편 2008년 기준 소방방재청에 소속된 종류별 징집병은 의무소방원 725명, 사회복무요원은 624명이다.

### 복무
의무소방원은 기초군사교육(논산훈련소 3주)과 중앙소방학교에서 4주 간의 소방교육을 포함하여 1년 8개월 동안 복무했다. 해군의 복무기간과 동일하게 적용된다. 다른 현역병(전환복무 대원 포함)과 동일하게 복무기간 감축의 혜택을 받았다.
의무소방원의 계급은 이방, 일방, 상방, 수방, 특방 이 있으며, 전역 후 소방공무원으로서의 특별채용의 기회가 주어지게 된다. 마찬가지로 의무경찰도 경찰은 특정직 공무원이기 때문에 특채의 기회를 부여할 수 있다.
각 계급별 진급기간은 다른 현역병(전환복무 대원 포함)과 같다. 2020년부터 계급별 복무기간이 이방 2개월, 일방 6개월, 상방 6개월, 수방 6개월로 변경되었다.

## 계급
- 현역(전환복무) 징집병인 의무소방대 대원은 단지 소방대원으로서, 소방공무원은 아니다.[5]
- 수방 (首防) - 군 계급의 병장 (兵長). 이후 나머지 .
- 상방 (上防) - 군 계급의 상병 (上兵). 이후 6개월.
- 일방 (一防) - 군 계급의 일병 (一兵). 이후 6개월.
- 이방 (二防) - 군 계급의 이병 (二兵). 입대일로부터 2개월.
- 1995년 이후 폐지된 국군의 일반하사와 유사한 개념인 '특방'이라는 직급이 있다. 그러나 의무소방은 2001년에 창설되었기 때문에, 현재까지 임용된 특방은 단 한 명도 없다.
- 일반하사의 계급은 평시에는 실제로 임용된 경우가 없으나, 전시에는 새로이 임용한다. 그리하여 공무원 봉급표에는 '특방'도 여전히 존재한다. 이들의 월 기본급은 병장(수방)의 2배 가량이다.
- 전역시에는 다시 신분이 전환되어 육군병장 만기전역으로 전역한다.

## 복제
의무소방대관리규칙에서 복제를 규정(제정 2001. 10. 9. 행정자치부훈령 제77호) 하고 있다. 의무소방원의 제복은 소방복, 소방모, 소방화, 계급장, 표지장 및 그 부속물로 구분하고, 형상·제식 및 재질은 소방공무원복제규칙｣을 준용하며, 의무소방원은 계급장, 가슴표장, 기능구분표장, 명찰 등 일부만 새롭게 규정하였다. 특히 기능구분 표지장은 2006년도 10월 16일 소방방재청 훈령(103호)에 의거 새롭게 규정하였으며, 다음과 같다. 
- 소방복은 근무복, 기동복, 잠바, 방한복, 조끼, 활동복 및 우의로 구분하고 소방모는 근무모로 소방화는 단화와 기동화로 구분 한다.
- 기동복 등의 표지장은 소방공무원의 것과 같이 한다.
- 기능구분 표지장은 원형 테두리 안쪽에 3개의 회오리형 불꽃모양의 자수로 한다.

## 관련 사건

### 2012년일산소방서김상민 상방 순직 사건
김상민 상방은 2012년 12월 17일 고양시 일산동구 덕이동 화재 현장에서 불의의 사고로 의식을 잃은 뒤 병원 중환자실로 옮겨져 치료를 받았으나 순직하였다. 이 후 서울중앙지법 민사합의10부(고영구 부장판사)는 유족이 낸 소송에서 "국가가 1억5천667만원을 지급하라"며 원고 일부 승소로 판결하였다. 재판부는 "김씨가 건물 내부에 진입해 소방호스를 끌어올린 것은 의무소방원이 해야 할 현장활동 보조임무에서 벗어난다"고 판시하며 "의무소방원에게는 현장에서 업무를 수행하지 않는다는 전제로 간소한 안전장비가 지급된 것으로 보인다"고 지적했다. 김상민 상방은 사고 당시 안전모와 방화복 상의만 착용한 상태였다.

## 같이 보기
- 대한민국 소방청
- 중앙소방학교
- 소방간부후보생
- 대한민국 소방공무원
- 대한민국의 병역 제도
- 전환복무